# Nikola Maraš
Nikola Maraš (en serbe en écriture cyrillique : Никола Мараш), né le 19 décembre 1995 à Belgrade en Serbie, est un footballeur international serbe qui évolue au poste de défenseur central à Levante UD en prêt du Deportivo Alavés.

## Biographie

### En club
Il joue plus de 100 matchs en première division serbe avec le club du Rad Belgrade.
Le 11 août 2022, Nikola Maraš est prêté jusqu'à la fin de la saison au Deportivo Alavés.
Le 26 juin 2023, Maraš s'engage définitivement avec le Deportivo Alavés. Il signe un contrat de trois ans, soit jusqu'en juin 2026.

### En équipe nationale
Il joue son premier match en équipe de Serbie le 29 septembre 2016, en amical contre le Qatar (défaite 3-0 à Doha).